# Hanna Paulsberg
Hanna Paulsberg (Rygge, 13 novembre 1987) è una sassofonista e compositore norvegese.

## Biografia e carriera

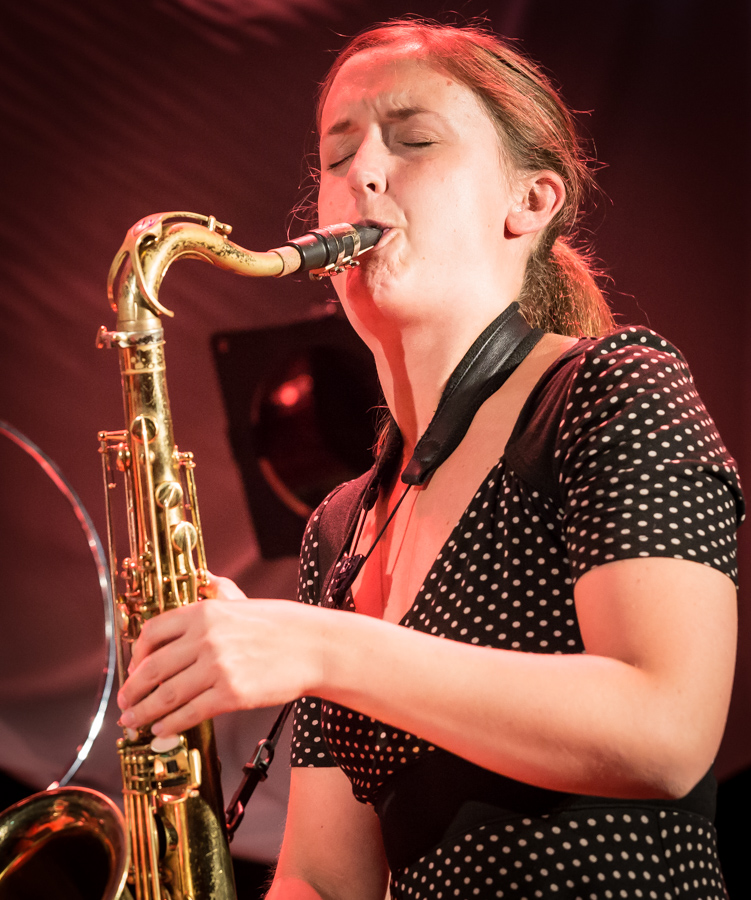
Paulsberg all'Oslo Jazzfestival nel 2016.

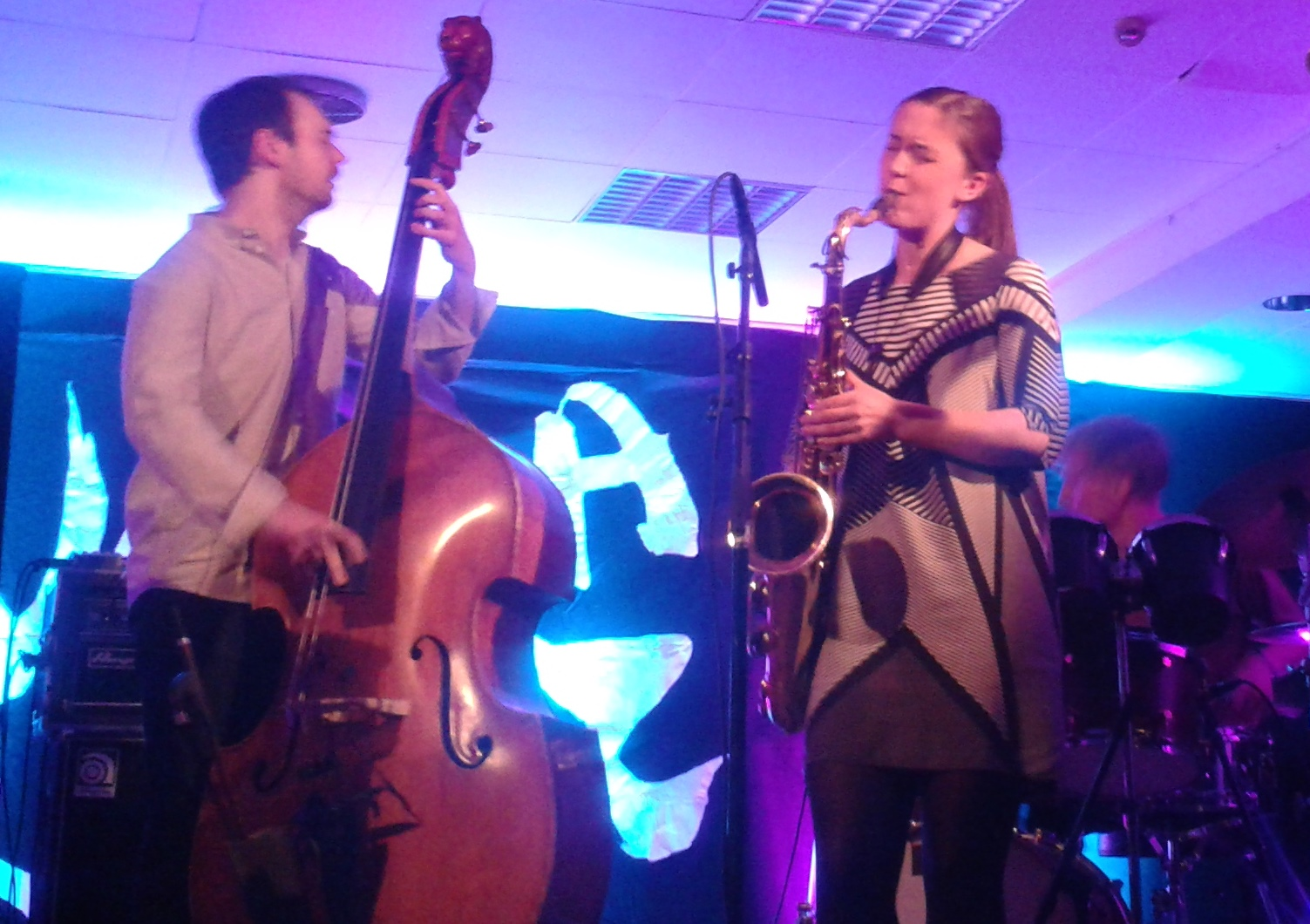
Hanna Paulsberg Concept con Trygve Waldemar Fiske e Hans Hulbækmo al festival Vossajazz 2016.

Figlia del musicista Håkon Paulsberg, ha iniziato a suonare il sassofono a quindici anni. Paulsberg ha studiato musica nella scuola "Kirkeparken videregående skole" di Moss nella quale si è diplomata nel 2009. Successivamente si è laureata nel corso di Jazz al conservatorio dell'università Trondheim Musikkonsevatorium nel 2011, e ha rilasciato il suo album di debutto Waltz For Lilli (2012), al quale hanno partecipato Trygve Waldemar Fiske (al contrabasso), Oscar Grönberg (al pianoforte) e Hans Hulbækmo (batteria).
Paulsberg ha spesso suonato con la Trondheim Jazz Orchestra. Nel novembre 2016 hanno suonato con il pianista Chick Corea per due serate con quattro concerti al celebre Blue Note Jazz Club di New York City.
Nel 2018 ha pubblicato il primo album Run, Boy, Run con la band di jazz contemporaneo GURLS che comprende Rohey Taalah e Ellen Andrea Wang che hanno firmato per l'etichetta Grappa.

## Premi
- 2011: Titolo "Young Nordic Jazz Comets"
- 2011: Trondheim Jazz Festival Young Talent Award
- 2015: Titolo NTNU Jazzambassador 2015

## Discografia
Hanna Paulsberg Concept
- 2012: Waltz For Lilli (Øra Fonogram)[3]
- 2014: Song For Josia (Øra Fonogram)
- 2016: Eastern Smiles (ODIN Records)
- 2018: Daughter of the Sun (ODIN Records)

GURLS
- 2018: Run Boy, Run (Grappa)[5]

Come spalla:
Trondheim Jazz Orchestra
- 2012: The Death Defying Unicorn (Rune Grammofon), feat. Ståle Storløkken & Motorpsycho dal vivo al festival Moldejazz 2010[3]
- 2014: Lion (ACT), feat. Marius Neset
- 2014: Ekko (MNJ Records), feat. Elin Rosseland
- 2017: Antropocen (Fanfare) feat SKRAP

Altri:
- 2018: Med kjærlig hilsen - SKRAP (Fanfare 2018)
- 2017: Carla. The Fish - Espen Rud (Curling Legs 2017)
- 2016: I eit landskap - Dag-Filip Roaldsnes Ensemble (NORCD 2016)
- 2016: Reiseliv - Torstein Ekspress (Just for the Records 2016)
- 2016: Scripted Conversations - Simen Kiil Halvorsen (AMP Records 2016)
- 2016: Trøst for stusslige karer - Håkon Paulsberg (Grammofon 2016)
- 2014: Snøkorn - Thomas Torstrup (Just for the records 2014)
- 2014: Elevenette - Dan Peter Sundland (Øra Fonogram 2014)
- 2014: Ændre sida - Håkon Paulsberg (Grammofon 2014)
- 2013: Bror K - Bror K (Selskapsplater 2013)
- 2012: Kjellerbandet - The beat goes on – A tribute to Buddy Rich (Normann Records 2012)
- 2008: Kjellerbandet - Hyllest til Thad Jones - Kjellerbandet/Tore Johansen (Normann Records 2008)